# Rising Force Records
Rising Force Records es una compañía discográfica estadounidense fundada en 2008, de propiedad del músico Yngwie Malmsteen, con sede en Miami, Florida. Además de servir como discográfica para las últimas producciones del músico sueco, también ha publicado trabajos discográficos de bandas y artistas como NZM y Nick Marino.

## Lanzamientos
- Yngwie J. Malmsteen - Perpetual Flame	(2008)
- Yngwie J. Malmsteen - Far Beyond the Rising Sun (2008)
- Yngwie J. Malmsteen - Angels of Love (2009)
- Yngwie J. Malmsteen - Live Animal (2009)
- Yngwie J. Malmsteen - Live in Korea (2009)
- Yngwie J. Malmsteen - High Impact (2009)
- Nick Marino - Freedom Has No Price (2010)
- Yngwie J. Malmsteen - Relentless (2010)
- Yngwie J. Malmsteen - Raw Live (2010)
- Yngwie J. Malmsteen - Spellbound (2012)
- Yngwie J. Malmsteen - Spellbound Live in Tampa (2014)
- NZM - Eternal Fire (2014)
- Yngwie J. Malmsteen - World on Fire (2016)